# Camillo Procaccini

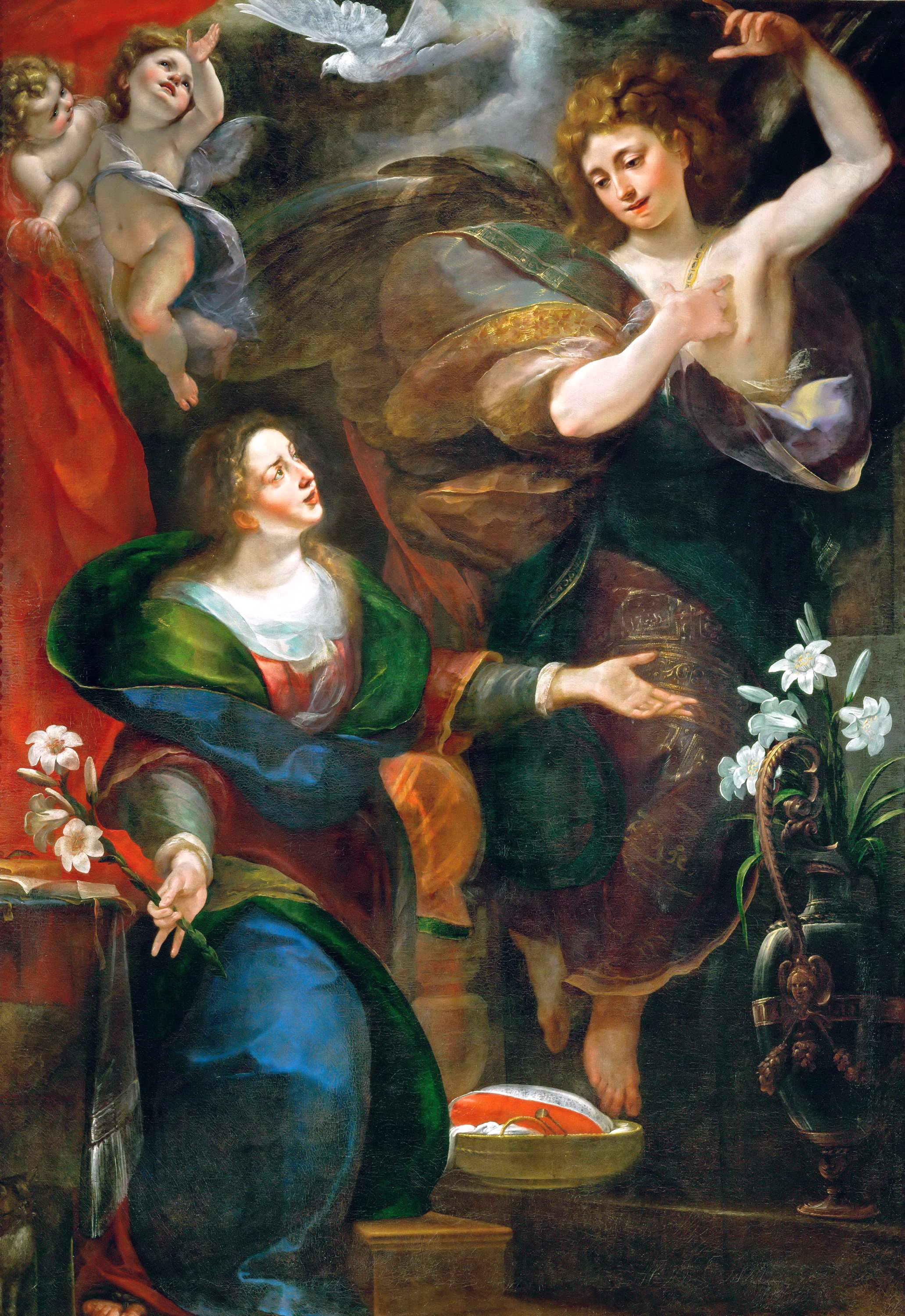
Bebådelsen av Camillo Procaccini.

Camillo Procaccini, född 1551 i Bologna, död 21 augusti 1629 i Milano, var en italiensk målare och gravör under ungbarocken. Han var son till konstnären Ercole Procaccini den äldre. Bröderna Carlo Antonio och Giulio Cesare Procaccini var även de målare.
Procaccini, som var sin fars främste lärjunge, målade altartavlor och andra stafflibilder med rik komposition och kraftig, men inte egentligen harmonisk färg. Bilder av honom finns i Milanos kyrkor, bland andra Madonnan med barnet i Santa Maria del Carmine och Konungarnas tillbedjan i Breragalleriet.